# Параджанов, Георгий Георгиевич
Гео́ргий Гео́ргиевич Параджа́нов (9 августа 1960, Тбилиси) — российский актёр, кинорежиссёр, сценарист, художник. Племянник Сергея Параджанова.

## Биография
Георгий Параджанов родился 9 августа 1960 года в Тбилиси.
В 1983 году окончил Тбилисский театральный институт, параллельно изучал литературу в Институте имени А. С. Пушкина (мастерская Нодара Думбадзе). Поставил шесть спектаклей в Тбилисском театре юного зрителя. С 1988-го по 1990-й работал актёром театра «Современник».
В 1994 году окончил ВГИК (мастерская Владимира Наумова). В 1992 году проходил стажировку на киностудии Cinecittà (Рим).
Член Гильдии кинорежиссёров России. Член Союза кинематографистов России.

## Общественная позиция
11 марта 2014 года подписал обращение деятелей культуры Российской Федерации в поддержку политики президента РФ В. В. Путина на Украине и в Крыму.

## Фильмография

### Режиссёр

#### Художественные фильмы
- 2008 — Москва, я люблю тебя! (новелла «Валерик»)
- 2012 — Все ушли — фильм-участник конкурса «Перспективы» 34-го Московского международного кинофестиваля[3].
- 2015 — С осенью в сердце

#### Документальные фильмы
- 2000 — Я — Чайка! — мировая премьера состоялась на 57-м Венецианском кинофестивале; фильм вошел в состав 20-ти лучших документальных картин Европы 2000 г.
- 2004 — Я умер в детстве... — мировая премьера состоялась на 57-м Каннском кинофестивале
- 2007 — « Дети Адама»
- 2010 — Прима

### Сценарист
- 2000 — Я — Чайка!
- 2008 — Москва, я люблю тебя! (новелла «Валерик»)
- 2012 — Все ушли
- 2013 — Возьму твою боль
- 2015 — С осенью в сердце

### Художник
- 2000 — Я — Чайка! (художник-постановщик)

## Награды и номинации
- 2000 — за фильм «Я — Чайка!»:
  - приз «Золотая медаль братьев Люмьер» за возвращение кинообраза,
  - приз Министерства культуры РФ.
- 2004 — за фильм «Я умер в детстве...»:
  - приз кинофестиваля «Золотой абрикос»[4],
  - приз «Сталкер» международного правозащитного кинофестиваля «Сталкер» За лучший неигровой фильм[5],
  - номинация на премию «Золотой Орёл» За лучший неигровой фильм[6],
  - призы кинофестивалей в Японии и Египте.
- 2012—2013 — за фильм «Все ушли»:
  - Главный приз XX Фестиваля российского кино «Окно в Европу» — за гуманизм и верность традициям[7].
  - Фестиваль «Амурская осень», Благовещенск[8]: приз за Лучшую режиссёрскую работу.
  - 16 кинофестиваль «Тёмные ночи» — PÖFF, Таллинн: Главный приз Tridents Herring фильму «Все ушли»[9].
  - ХХ фестиваль русского кино в Онфлёре: Приз Нижней Нормандии — фильму «Все ушли»[10].
  - Премия кинокритики и кинопрессы «Белый слон» за лучший фильм-дебют[11].
  - XIII Тбилисский международный кинофестиваль: приз за лучшую режиссуру Серебряный Прометей[12].
  - XI Международный фестиваль кинематографических дебютов «Дух огня», Ханты-Мансийск: приз «Цветок таежной надежды» — фильму «Все ушли»[13].
  - Номинация на премию «Ника» за Лучший фильм стран СНГ и Балтии.
  - VI Чебоксарский Международный кинофестиваль — Гран-при кинофестиваля в номинации Лучший игровой фильм[14].
  - V Международный кинофестиваль имени Валентины Леонтьевой в Ульяновске — приз в номинации Лучший полнометражный фильм[15].